# 山口明雄
山口明雄（やまぐち　あきお、1945年6月30日 -）は、作家・広報コンサルタント。石川県加賀市出身
。

## 来歴・人物
東京外語大学卒業後、NHKに入局、帯広局、札幌局などでローカル番組を制作。外資系広報企業で広報業務に携わった後、1978年に「岑亜紀良」（みね あきら）のペンネームで執筆した『ハリウッドを旅するブルース』が第31回小説現代新人賞を受賞。その後も『俺のブルースを聞け』などの小説を執筆し、作品の一つ『BEST GUY』は織田裕二主演で映画化され、本人も原作家としてのみならず同映画のプロデューサーとして関わる。執筆業と平行して行っている広報業（PR）では、国内外の企業に広報サービスを行い、95年頃から行っているメディアトレーニング講師としても知られる。」

## 著書
- Best Guy
- マスコミ対応はもう怖くない!メディアトレーニングのすべて（パレード） ISBN 978-4-434-10788-7
- メディアトレーニングのプロが教える誤解されない話し方、炎上しない答え方（ディスカヴァー・トゥエンティワン）ISBN 978-4-7993-1285-8